# قبرستان آشیان آسری

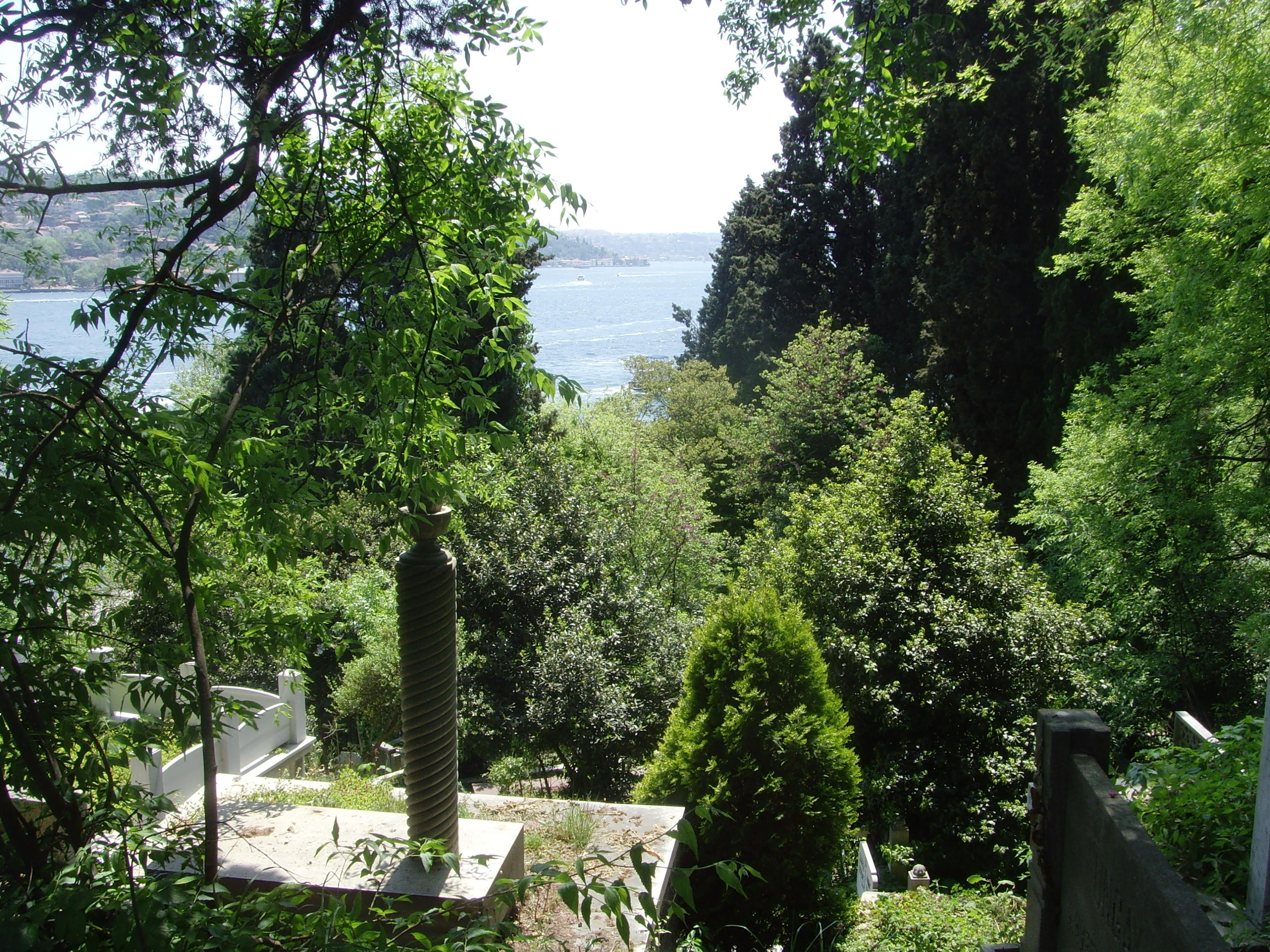
نمای تنگه بسفر از قبرستان آشیان آسری

گورستان آسیایان آسری (ترکی استانبولی: Aşiyan Asri Mezarlığı) گورستانی واقع در آشیان بین محله‌های ببک و روملی حصار در بخش اروپایی استانبول، ترکیه است. 
بسیاری از روشنفکران مشهور، نویسندگان و هنرمندان در این گورستان کوچک، که دارای منظره تمام‌نما از تنکه‌ی بسفر است، به خاک سپرده شده‌اند . 

## مقبره‌های معروف
به ترتیب سال مرگ: 
- احمد وفیک پاشا (۱۸۲۳-۱۸۹۱)، وزیر اعظم، مورخ، زبان‌شناس
- توفیق فکرت  (۱۸۶۷-۱۹۱۵)، شاعر
- نیگار خانوم (۱۸۵۶-۱۹۱۸)، شاعر
- عمر فریدالدین پاشا (۱۸۶۸-۱۸۴۸)، رهبر نظامی عثمانی (سپس کمال‌گرا) و فرماندار مدینه
- اورهان ولی (۱۹۵۰-۱۹۵۰)، شاعر
- یحیی کمال بیطلی (۱۸۸۴-۱۹۵۸)، شاعر
- احمد حمدی تنپینار (۱۹۰۱-۱۹۶۲)، رمان نویس
- رقیه سبیح سلطان (۱۸۹۴-۱۹۷۱)، سومین دختر آخرین سلطان امپراتوری عثمانی، مهد ششم از همسر اولش
- فاتما ناسلیشاه سلطان (۱۹۲۱-۲۰۰۲)، دختر شاهزاده خانم رقیه.
- منیر نورتین سلسوک (۱۹۰۰-۱۹۸۱)، موسیقیدان، خواننده تنور
- تزر اوزلو (۱۹۴۳-۱۹۸۶)، نویسنده
- سعدی ایرمک (۱۹۰۴-۱۹۹۰)، استاد دانشگاه و نخست وزیر
- ابیدین دینو (۱۹۱۳-۱۹۹۳)، نقاش (بدون سنگ قبر همانظور که خودش می‌خواست)
- اونات کوتلار (۱۹۳۶-۱۹۹۵)، نویسنده، شاعر، بنیانگذار سینماتوک ترکیه
- آونی آرباش (۱۹۱۹-۲۰۰۳)، نقاش
- آتیلا ایلان (۱۹۲۵-۲۰۰۵)، شاعر، روزنامه نگار
- نازان ارمن (۱۹۴۷-۲۰۱۷)، آکادمیک، تصویرگر، نقاش
- ازدمیرآصف (۱۹۲۳-۱۹۸۱)، شاعر دوره جمهوریت